# Eberhard Finckh
Eberhard Finckh (né le 7 novembre 1899 à Kupferzell, mort le 30 août 1944 à Berlin) est un officier de la Wehrmacht allemand, membre du complot du 20 juillet 1944.

## Biographie
Eberhard Finckh grandit à Bad Urach et à Stuttgart. Il est le dernier des trois enfants de Julius Finckh (1866-1934) et de Maria Finckh (née Roser, 1874-1961). Ses sœurs sont Gertrud (1896-1974) et Maria (1898-1977). En 1917, il est volontaire dans le 13e corps d'armée du royaume de Wurtemberg. En 1920, il appartient à la Reichswehr, au 5e régiment d'artillerie. En 1927, il est présent à l'académie militaire de Berlin, où il fait la connaissance de Claus von Stauffenberg.
Pendant la Seconde Guerre mondiale, il sert dans différentes unités comme quartier-maître. Il appartient à la 6e armée en 1942 et au Groupe d'armées Sud en 1943. En 1944, il est colonel dans l'état-major de l'Oberbefehlshaber West à Paris. Il rencontre alors Carl-Heinrich von Stülpnagel. Finckh participe dans le cadre de la tentative d'assassinat sur Hitler à la planification d'un coup d'État à Paris. Le 20 juillet 1944, Günther Blumentritt l'informe de la mort de Hitler et de la répression à Paris.
Quand il apprend six jours plus tard que l'attentat a échoué, le coup d'État est annulé. Finckh est arrêté le même jour. Le 24 août, il est licencié de la Wehrmacht, ce qui permet un procès devant la Reichskriegsgericht. Le 29 août 1944, il est condamné par le Volksgerichtshof sous la présidence de Roland Freisler à la peine de mort et pendu le lendemain à la prison de Plötzensee.
Eberhard Finckh était marié à Annemarie von Weyrauch (1908-1979). Ils eurent 3 enfants: Peter (1937), Christa (1939) et Barbara (1942).